# Love Canal
Love kanal je nekdanja soseska naselja Niagara Falls ob Niagarskih slapovih v zvezni državi New York. Območje leži na skrajnem jugovzhodnem delu mesta. Razmejujeta ga dve reki: reka Bergholtz Creek na severu in reka Niagara 400 metrov južneje. Sredi 1970ih je območje Love Canal pritegnilo pozornost domačih in tujih medijev, saj je v javnost prišla vest, da je podjetje Hooker Chemical na tem območju zakopalo 21.000 ton nevarnih odpadkov.
Podjetje Hooker Chemical je svoje zemljišče leta 1953 za 1,00$ prodalo šolskemu svetu Niagara Falls. Razkrili so natančne in podrobne podatke o tem, kje se odpadki nahajajo, in priložili klavzulo o omejitvi odgovornosti za onesnaževanje. Stanovanjska gradnja in obilno deževje sta povzročila uhajanje strupenih kemikalij, kar je povzročilo neposredno zdravstveno ogroženost okoliškega prebivalstva in škandal urbanističnega načrtovanja. Deponijo je javnosti razkril lokalni časopis Niagara Falls Gazette leta 1976, ki je tudi poročal o evakuaciji prebivalcev leta 1978. Julija 1978 so se zdravstveni problemi najprej pojavili pri poročevalcu Michalu H. Brownu. Deset let po incidentu je komisar ministrstva za zdravje države New York David Axelrod izjavil, da se bo Love Canal v zgodovino zapisal kot »državni simbol pomanjkanja čuta za skrb za prihodnje generacije«. Love Canal je ironično prepoznaven tudi po tem, da je ravno obraten ostalim ekološkim škandalom - tu so se prebivalci naselili na odpad, namesto da bi ga ustvarili.

## Zgodovina
Love kanal je dobil ime po idejnem vodji Williamu T. Loveu, ki si je v začetku leta 1890 zamislil kanal za povezavo reke Niagara z Ontarijskim jezerom. Menil je, da bi ta kanal koristil lokalni industriji, ki je potrebovala hidroelektrarno. Ekonomska recesija je leta 1893 povzročila, da so sponzorji odstopili od projekta. Kongres je sprejel zakon, ki je preprečeval kakršnekoli posege v reko Niagaro. S tem bi zaščitili Niagarske slapove. Kasneje je Love načrte spremenil. Kanal naj bi se izognil Niagarskim slapovom. Love je nameraval zgraditi popolno urbano naselje, imenovano »Modelno mesto«, s parki in domovi na obali Ontarijskega jezera. Njegovi načrti niso bili nikoli realizirani. Z lastnimi sredstvi je projekt sicer začel, izkopal je del kanala in zgradil del ulice z domovi, vendar pa so sredstva hitro pošla. Uspelo mu je izkopati le 1,6 km kanala, širokega 15 in 3 do 12 metrov globokega. Ker je bilo delo zelo težaško, umazano in nevarno, so ga opravljali migranti. Projekt je bil kmalu opuščen in kanal je napolnila voda. Okoliški otroci so umetno nastalo jezero poleti uporabljali za kopanje, pozimi, ko je zaledenelo, pa so se na njem drsali. Po letu 1920 je kanal postal odlagališče odpadkov za prebivalce mesta Niagara Falls.
Leta 1940 je podjetje Hooker Electrochemical Company (kasneje znano pod imenom Hooker Chemical Company) iskalo prostor za odlaganje velikih količin kemičnih odpadkov. Podjetje za razvoj električne energije je izdalo dovolilo za odlaganje odpadkov v zapuščen kanal. Hooker je kupil 21 metrov kanala in ga obdal z železno ogrado, ostali del kanala pa so še naprej uporabljali za mestni odpad. Po drugi svetovni vojni je Hooker postal edini lastnik in uporabnik odpada. Odlagališče so uporabljali do leta 1953 in vanj odložili za 21.000 ton nevarnih kemičnih odpadkov, kot na primer korozivne snovi, maščobne kisline in klorirane ogljikovodike iz proizvodnje barvil, dišave, topila za gume in umetne smole. Te kemikalije so preprosto zakopali in jih prekrili z zemljo, kjer se je ponovno razrasla vegetacija.